# Tadeusz Kantor
Tadeusz Kantor (1915, Wielopole Skrzyńskie, Galítsia - 1990, Cracòvia) fou un pintor, assemblatgista, director de teatre, escenògraf, escriptor, actor i teòric de l'art polonès. Kantor és famós per les seves presentacions teatrals revolucionàries. La seva actitud artística s'inspira en el constructivisme, el dadaisme, la pintura informal i el surrealisme.

## Biografia
Va néixer a Wielopole Skrzyńskie, Galítsia (aleshores part de l'Imperi Austrohongarès) i es graduà a l'Acadèmia de Belles Arts de Cracòvia el 1939. Durant l'ocupació nazi de Polònia fundà el Teatre Independent i va exercir com a professor a l'Acadèmia de Belles Arts, així com a director de teatre experimental a Cracòvia del 1942 al 1944.
Després de la guerra va ser conegut pel seu treball avantguardista en el disseny d'escena, incloent-hi el disseny per a Sant Joan (1956) i per a Mesura a mesura (1956). Entre els canvis específics en el teatre tradicional, es troben els escenaris estesos cap a l'audiència i l'ús de maniquís com si fossin actors reals.
Kantor, d'esperit innovador i nostàlgic, rebutja la tradició. No obstant això, es retroba contínuament amb les seves arrels en cadascuna de les seves obres; la qual cosa el converteix en un dels creadors més importants i originals del segle xx. Cal destacar la importància que donava als seus orígens, com s'evidencia en la creació de l'obra Wielopole, Wielopole.

## Etapa abans de Cricot 2

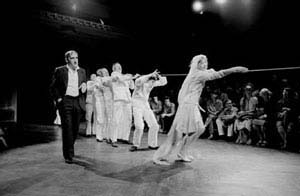
Obra escènica de i amb Kantor

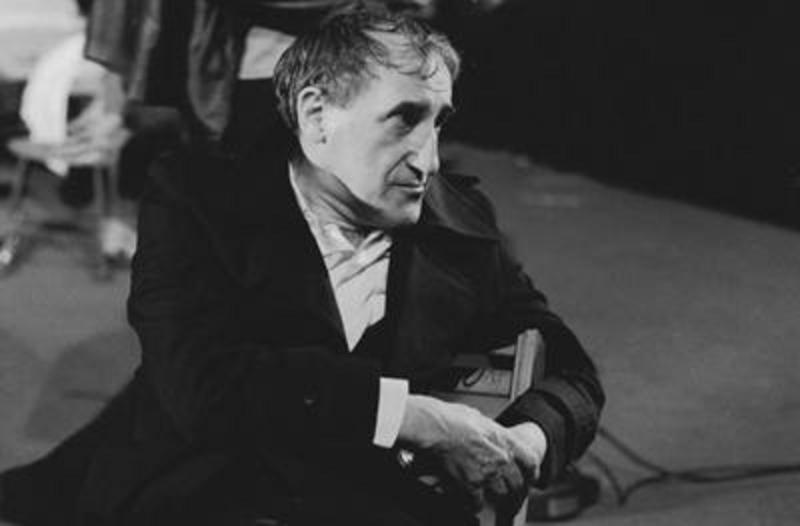
Retrat de Tadeusz Kantor

El 1938, poc abans d'acabar els estudis, troba casualment, un teatre de titelles a l'acadèmia. És així com funda la Ephemeric (Mechanic) Theatre, on va presentar l'obra de Maurice Maeterlinck: La mort de Tintagiles.
El 1942, juntament amb un grup de joves pintors, va organitzar el clandestí i experimental Teatre Independent de Cracovia durant l'ocupació nazi alemanya. Els espectacles se celebraven en cases privades o en apartaments, a causa de la prohibició del govern alemany de qualsevol tipus de manifestació cultural, sota pena de mort. Aquest mateix any, dirigeix i dissenya Balladyna, obra de Julius Slowacki. El 1944, com a mostra de la seva capacitat per a potenciar els espais, Kantor dirigeix i dissenya El Retorn d'Odisseu de Stanislaw Wyspianski, la posada en escena de la qual es dugué a terme en un pis destrossat per la guerra. Mitjançant aquest gest, Kantor introdueix el concepte d'autonomia en l'espai performatiu i el que ell anomenava "realitat de la vida". Aquests conceptes, posteriorment es desenvoluparien en la idea de "realitat del més baix nivell" el 1980.
Cap al 1945 Kantor comença una activa carrera com a escenògraf, duent a terme nombroses obres en les quals fa també de director; entre las quals podem destacar El Cid de Pierre Corneille, montada a la biblioteca Jagiellonska i El Dia del seu Retorn de Zofia Nalkowska, al Teatre Stary, entre d'altres. El 1946 publica el text Alguns suggeriments sobre l'aspecte visual del disseny d'escenaris a la revista Przeglad Artystyczny. Si bé entre 1947 i 1954 dirigeix i dissenya nombroses obres, cal destacar el seu treball com a dissenyador en l'obra Sant Joan de George Bernard Shaw, representada al Teatr Stary de Cracòvia a partir de la qual desenvolupa el concepte d'espai mental.

## Cricot 2
Decebut pel creixement institucional de l'avantguardisme decideix formar un nou grup teatral en col·laboració amb Maria Jarema i altres artistes visuals, denominat Cricot 2. El 1956 finalitza el període estalinista a Polònia, moment en el qual, Kantor desenvolupa el concepte de teatre autònom. Aquest mateix any, presenta l'obra de Stalisnaw Witkiewicz anomenada La Sèpia, primera producció de la post-guerra amb un text del dramaturg polonès, pel qual Maria Jarema dissenya el vestuari; mentre per altra banda, l'autor cedeix a Kantor gran part dels seus escrits més substancials. Cal destacar que un dels primers muntatges d'importància per a Cricot 2 va ser Circ de Kazimierz Mikulski a la Galería Krzysztofory, producció en la qual fa ús de conceptes com ara el happening i l'embalatge. Un altre muntatge a destacar, del 1961, és l'obra La Casa del Camp, escrita per Stalisnaw Witkiewicz, on per primera vegada la teoria del teatre informal marca un desplaçament en els experiments teatrals de Cricot 2.
Al llarg dels anys 60, Cricot 2 realitzarà presentacions en nombrosos teatres de Polònia i el seu treball serà reconegut a nivell mundial. El seu interès estigué centrat sobretot en l'absurdisme i en l'escriptor i dramaturg polonès Stanisław Ignacy Witkiewicz, conegut també com a Witkacy. Les produccions teatrals de les obres de Witkacy La sípia (1953) i La gallina d'aigua (1969) foren vistes com els seus èxits més grans durant aquella època. Una presentació del 1972 de La gallina d'aigua fou descrita com "l'esdeveniment més comentat al Festival d'Edimburg".
Als anys 70 La classe morta (1975) fou la més famosa de les seves obres. El mateix Kantor dona vida a un mestre que presideix una classe de personatges aparentment morts que són confrontats per maniquís que es representen a ells mateixos, però més joves. Ja cap als anys 50 Kantor havia començat a experimentar amb la juxtaposició de maniquins i actors de carn i ossos.
Els seus últims treballs als anys 80 foren reflexions molt personals. Com ara La classe morta, algunes vegades es representava a si mateix en escena. Als anys 90 el seu treball es feu famós als Estats Units gràcies a les presentacions del club de teatre experimental d'Ellen Stewart.

## Teatre informal
Kantor defineix tres fases de desenvolupament central en el grup Cricot 2: 1960, 1961 i 1962.
La teoria del teatre informal es defineix a partir de 1961 amb el muntatge de La Casa de Camp escrita per Stalisnaw Witkiewicz. En el seu posterior manifest sobre el teatre informal, Kantor postula que aquest corrent teatral prové directament del ArtInformal, corrent artística hereva del constructivisme, el qual exerceix un vertader impacte en el camp de les belles arts en el segle XX. El seu major desenvolupament va tenir lloc entre 1955 i 1965. Kantor considera que en el període de post-guerra, l'art informal va ser la nova onada avantguardista.
La màxima expressió de Teatre Informal es pot veure en obres com La classe morta i Wielopole, Wielopole. D'aquesta manera, quan Kantor fa referència al teatre informal, es refereix a la nova corrent teatral que sorgeix del descobriment plàstic d'un nou i desconegut estat de la realitat, que vindria a ser la matèria, que és infinita, fluida, mutant i oposada a la forma.
Les característiques principals del teatre informal són: l'absència de la forma, l'espontaneïtat de l'acció, acció i moviment ocasionats per la matèria en constant mutació i la revelació d'aquesta en processos como demolició, descomposició, dissolució, desintegració i destrucció.

## Teatre de la Mort
En l'assaig Teatre de la Mort, escrit per Tadeusz Kantor el 1975, es manifesten nou punts de vista fonamentals pe|r a entendre la complexa proposta estètica i conceptual de l'artista; la seva revisió històrica i el rebuig de la tradició.
1. Postulat de Gordon Craig: recuperar el titella. Eliminar a l'actor com a intèrpret. L'Home com a creació de la natura és un intrús dins de l'estructura abstracta d'una obra d'art.
2. La versió de Craig: l'home-actor expulsa el titella i pren el seu lloc provocant d'aquesta manera, la mort del teatre.
3. Del misticisme romàntic dels maniquins i de les creacions artificials de l'home en el segle xix, al racionalisme del pensament abstracte del segle xx.
4. El dadaisme va introduir la "realitat ready-made", elements de la vida, destruint els conceptes d'homogeneïtat i cohesió en l'obra d'art tal com fou postulat pel simbolisme, l'art nouveau, i Gordon Craig.
5. De la "realitat del ready-made" del happening a la desmaterializació dels elements de l'obra d'art.
6. El rebuig de l'ortodòxia del conceptualisme i la "avantguarda oficial de les masses".
7. En els carrers laterals a l'avantguarda oficial, apareixen els maniquins.
8. El maniquí com a manifestació de "realitat del més baix nivell". El maniquí com a subjecte que lidia amb la transgressió. El maniquí com a objecte buit. El ninot. Un missatge de la mort. Un model per a l'actor.
9. L'explicació de la situació descrita per Craig. L'aparició de l'actor en viu com a moment revolucionari. El descobriment de la imatge de l'home.

En aquests nou punts, escrits per Kantor de manera irònica i poètica, podem veure diferents qüestions com ara l'explicació racional i conceptual de l'ús de titelles en combinació amb els seus personatges (La classe morta), per altra banda, el tema del happening com deslligat de les avantguardes institucionalitzades i per acabar, la idea d'home com a maniquí vivent, essent aquest, la imatge de la seva inevitable mort.

## Pintura

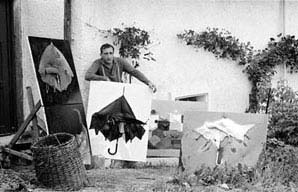
Kantor amb pintures

Entre 1933 i 1939 Kantor estudia pintura i disseny d'escenaris a l'Acadèmia de Belles Arts de Cracòvia. Durant aquests anys desenvolupa el seu interès pel constructivisme i la Bauhaus.
El 1947 rep una beca per a viure un any a París i desenvolupar-hi la seva investigació. Durant la seva estada coneix l'obra de Paul Klee, Wassily Kandinsky, Joan Miró i Max Ernst entre d'altres. De retorn a Polònia, un any després, organitza la primera exposició de la post-guerra d'art modern polonès en el Palau Sztuki de Cracòvia. Al cap de poc troba feina com a professor a l'Acadèmia de Belles Arts de Cracòvia. No obstant, el 1949, rebutja públicament qualsevol participació en la vida cultural polonesa, com a protesta a les dures regles imposades pel real socialisme pel que fa a la creació artística. D'Aquesta manera, renuncia també a la seva feina com a professor.
El 1950 comença el seu treball col·laboratiu amb Maria Jarema, pintora i escultora avantguardista, amb qui més endavant fundaria el Teatre Cricot 2. Cinc anys després els treballs d'ambdós artistes són exposats a la Galería Po Prostu de Varsòvia.
El 1957 organitza una exposició de pintura d'avantguarda, el Grup Cracovia, mentre combina la seva tasca de gestió, amb la pròpia producció, exposant aquell mateix any, a la Galeria Krysztofory. Poc després viatja a França, Suècia i Alemanya per tal d'exhibir el seu treball en diversos espais com per exemple la Galeria Samlaren a Estocolm, on ofereix una exposició individual.
Finalment el seu treball com a pintor és reconegut a nivell mundial per la seva participació en el Documenta 2 a Kassel (1959), al qual van seguir esdeveniments d'importància com ara la Biennal de Venècia (1960) i el Documenta 6 (1977). Cal destacar que les seves tècniques pictòriques foren incorporades en els seus performances i dissenys d'escenari. La seva obra a partir dels anys cinquanta conté moltes idees sobre els atributs de l'espai, presentades anteriorment en els seus quadres. Fou mentor de l'escultor polonès d'Igor Mitoraj en els primers anys de la seva carrera, que va dedicar a la pintura.

## Tadeusz Kantor a Catalunya

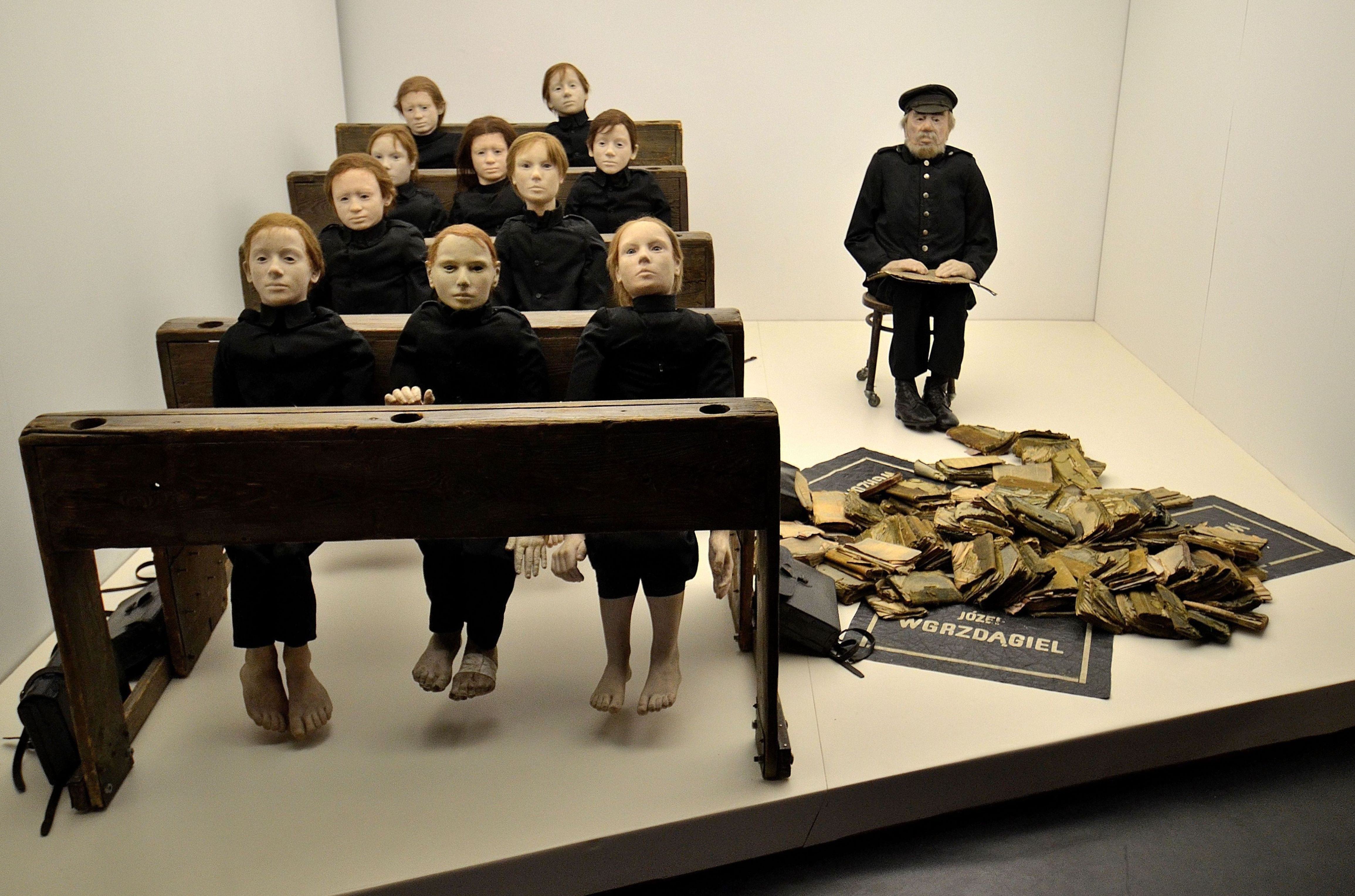
Maniquís teatrals de Kantor

El 1997 es va celebrar la primera gran exposició de Tadeusz Kantor a la Fundació Caixa de Catalunya, a La Pedrera, sota el comissariat de Tom Skipp i Lech Stangret, anomenada L'escena de la memòria. Aquesta exposició va coincidir amb les trobades amb la Cultura Polonesa, celebrades a la tardor del mateix any, organitzades per l'Ambaixada de Polònia en un intent de crear trobades amb els països de l'est. L'Exposició va incloure obra gràfica, embalatges, dissenys escènics, olis, instal·lacions i objectes teatrals, i alguns registres en video i audio. Pel que respecta a la pintura, l'exposició va incloure dues sèries completes: Embalatges i Res més enllà.

## Obres

### Selecció de manifestos i escrits
- El Teatre Autònom (1963)
- Teatro Happening: El Teatre dels Events (1967)
- El Teatre Informal (1969)
- El Teatre Cero (1969)
- El Teatre de la Mort (1975)

### Obres amb Cricot 2
- La Jibia (1956)
- La Casa de Camp (1961)
- El Boig i la Monja (1963)
- La gallina cega (1965)
- La Classe Morta (1975)
- Wielopole, Wielopole (1981)
- Que morin els artistes (1985)
- Mai haig de tornar (1989)
- Avui és el meu aniversari (1990)